# 疑問
| ウィキペディアには「疑問」という見出しの百科事典記事はありません（タイトルに「疑問」を含むページの一覧/「疑問」で始まるページの一覧）。 代わりにウィクショナリーのページ「疑問」が役に立つかもしれません。 |